# バビロンまでは何光年?
『バビロンまでは何光年?』（バビロンまではなんこうねん）は、道満晴明による日本の漫画作品。『ヤングチャンピオン烈』（秋田書店）にて、2017年No.2から2019年No.8まで連載された。全32話。同誌2020年No.12に特別編が掲載された。2020年8月22日、第51回星雲賞のコミック部門を受賞した。連載開始時には「Sukoshi Fuckな珍道中」と謳われていた。

## あらすじ
消滅した地球に生き残ったバブ、機械生命体のジャンクヒープ、マスコットキャラのような見た目をしたホッパーの3人が、ポンコツな宇宙船で宇宙を旅するSF漫画。

## 登場キャラクター
バブ
地球人の唯一の生き残り。記憶喪失。イングランドで生まれ育った。ジャンクヒープとホッパーに発見された際に「スポンジバブ」と書かれた衣服を着用していたことからバブと呼ばれている。
ジャンクヒープ
宇宙船の操縦ができる。
ホッパー
宇宙船の持ち主。

## 書誌情報
- 道満晴明 『バビロンまでは何光年?』 秋田書店〈ヤングチャンピオン烈コミックス〉、全1巻
  1. 2019年9月19日発売[6]、ISBN 978-4-253-25575-2[4]

## 評価
2019年9月の週刊単行本売り上げランキングCOMIC ZIN調べでは、9月16日から9月22日までで3位、9月23日から
9月29日までで2位、9月30日から10月6日までで10位と3週にかけてランキング入りを果たした。